# Casa Josep Masana
La Casa Josep Masana és una obra expressionista de Barcelona protegida com a Bé Cultural d'Interès Local.

## Descripció
Ubicat al districte de Sants-Montjuïc, aquest grup d'habitatges es troba al xamfrà meridional de l'illa de cases delimitada pels carrers de Lleida, de l'Olivera, de la Font Honrada i de Tamarit. Es tracta d'un grup de nou edificis d'habitatges entre mitgeres amb un portal d'accés cadascun d'ells.
De planta rectangular i amb dos pisos per replà, l'estructura en alçat de cadascun d'aquests edificis comprèn planta baixa, entresòl, quatre plantes, àtic i terrat transitable. Amb tot, aquests edificis destaquen per ser el primer exemple documentat d'arquitectura expressionista barcelonina.
Cadascun dels habitatges presenten les mateixes característiques compositives, donant lloc a un conjunt unitari. La planta baixa, totalment revestida amb plaques de pedra calcària, obre les seves botigues al carrer per mitjà de grans portals allindanats. Per la seva banda, les porteries que donen accés als habitatges, es presenten emmarcats per una espècie d'aruivolta allindanada que les dota de profunditat. La planta entresòl també es presenta revestida amb pedra i rematada per un vistós cornisament. La resta de plantes es mostren revestides amb morters vermellosos que, originàriament acollien decoració esgrafiada en verd a base de sanefes i formes geomètriques (tal com es pot veure en els exemples conservats al llarg del Carrer de l'Olivera). La principal característica d'aquestes edificacions és l'ús generalitzat de finestres rectangulars (a excepció d'alguns balcons al Carrer de l'Olivera) i, sobretot, el recurs d'ubicar l'escala de veïns en tribunes acristal·lades de planta triangular visibles des del carrer. L'àtic es presenta acabat amb obra vista de maó roig, marcant una composició horitzontal que contraresta la verticalitat de les tribunes.

## Història
Aquest grup d'habitatges propietat de Josep Masana va ser dissenyat per l'arquitecte Ramon Reventós i Farrarons l'any 1928, coincidint amb el procés de reurbanització que viuria aquella banda del Poble Sec arran de la celebració de l'Exposició Internacional de 1929. La importància d'aquesta obra radica en la utilització que es feu, per primer cop a Catalunya, d'un llenguatge formal expressionista, inspirat en les experiències centreuropees en el camp de l'habitatge massiu. Fou bastida en diverses fases entre 1929 i 1930.